# Ricardo Dupont
Ricardo Dupont (Buenos Aires, Argentina; 4 de noviembre de 1945-Id. 12 de junio de 2016) fue un actor y cantante argentino de larga trayectoria artística.

## Carrera
El actor Ricardo Dupont inició su carrera artística siendo aún muy joven a los 9 años en el circo donde recorrió varias ciudades argentinas. 
Con una extensa trayectoria en teatro, cine y televisión y un rostro muy popular en los años 70 y 80, trabajó en la pantalla chica argentina en programas humorísticos, teleteatros y ficciones, tanto con roles secundarios como de galán, como un vendedor de diarios, lo que le otorgó una gran popularidad en el ciclo  de Sábados circulares de Mancera, el galán Pablo Marciano en Jacinta Pichimahuida, entre otras ficciones.
En cine formó parte de los elencos de Gran Valor en la Facultad de Medicina, con Juan Carlos Calabró y Adriana Aguirre, y Estoy hecho un demonio, con Francis Smith, Juan Carlos Dual y Santiago Bal.
En teatro trabajó sobre el escenario con grandes figuras argentinas como Edda Bustamante,  Guadalupe (actriz), José María Langlais, Mariquita Gallegos, Jorge Martínez, Sergio Velasco Ferrero, Violeta Rivas, Néstor Fabián, Adriana Salgueiro, Julio De Grazia, Beatriz Bonnet, Juan Carlos Thorry, y Perla Caron, entre otros.
Como cantante y compositor grabó dos discos: Este pecado de quererte y A rey muerto, rey puesto. El primero fue disco de oro y trascendió por ser la cortina de la telenovela Pobre diabla. El segundo se vendió también en distintos países de América Latina.

## Vida privada
Estuvo casado desde la década de 1980 con la cantante y actriz Vicky Buchino, con quien tuvo un hijo: Víctor Dupont, actor, cantante, autor y director.

## Fallecimiento
Ricardo Dupont murió el domingo 12 de junio de 2016 a los 70 años, producto de complicaciones de salud derivadas por el Mal de Parkinson. Sus restos descansan en el panteón de la Asociación Argentina de Actores del Cementerio de la Chacarita.

## Filmografía
- 1972: Estoy hecho un demonio.
- 1981: Gran Valor en la Facultad de Medicina.

## Televisión
- 1969/1970: La cruz de Marisa Cruces.
- 1970: Gran teatro universal.
- 1970: La comedia de los martes.
- 1971: La luna sobre el circo.
- 1971: Los vecinos son macanudos.
- 1971/1972: Teleteatro Palmolive del aire.
- 1972/1973: Carmiña.
- 1972/1973: Me llaman Gorrión.
- 1973: Pobre diabla.
- 1974/1977:Jacinta Pichimahuida... la maestra que no se olvida.
- 1974: Humor a la italiana.
- 1974: Casada por poder.
- 1975/1978: La familia Super Star.
- 1980/1981: Trampa para un soñador .
- 1981:  El ciclo de Guillermo Bredeston y Nora Cárpena.
- 1981: Comedias para vivir.
- 1981/1982: Departamento de comedia.
- 1982: Déjenme soñar.
- 1982: Teatro de humor.
- 1982: Operación Ja-Já.
- 1983: Aprender a vivir.
- 1983: Domingos de Pacheco
- 1988/1989: Las comedias de Darío Vittori.
- 1994: Más allá del horizonte .
- 1994: Con alma de tango.
- 1994/1995: Sin Condena.
- 1995: Dulce Ana.
- 1996: Los ángeles no lloran.[7]

## Teatro
Como director:
- La pasión del arte.
- Amo hacer de otra
- El infierno son los otros.
- Pinocho y Jazmín y el genio de la lámpara

Como actor:
- La novicia rebelde.
- Sweet Charity
- Fantasías ardientes (Fantasías de un seductor)
- Dame el sí
- Vamos a votar
- Mon Amour Hotel
- Noche romántica
- Dulce caridad

## Discografía
- 1973: "Este pecado de quererte" - RCA VICTOR

## Simples
- 1973: "Chiquilina, que rabia me da / Este pecado de quererte" (Simple) - RCA VICTOR